# Erika Salumäe
Erika Salumäe (rus. Эрика Акселевна Салумяэ, trans. Erika Akselewna Salumjae; Pärnu, 11 lipnja 1962.) bivša je sovjetska i estonska biciklistkinja. Ona je prva estonska olimpijska pobjednica otkako je Estonija ponovno stekla suverenitet 1991. godine.

## Karijera
Erika Salumäe osvojila je zlatnu medalju u sprintu za SSSR na Olimpijskim igrama u Seulu 1988. godine. U finalu je pobijedila istočnonjemačku vozačicu Christu Luding-Rothenburger . Na Ljetnim olimpijskim igrama 1992. u Barceloni, Salumäe je uspjela ponoviti svoju olimpijsku pobjedu pod nepovoljnim uvjetima. Nakon odvajanja Estonije od Sovjetskog Saveza 1991., Salumäe je bila odvojena od svojih ranijih sponzora. Zbog toga je u put u Barcelonu financirala vlastitim sredstvima. Pobjedu je ostvarila na trkaćem biciklu posuđenom od australskog tima. Salumäe je osvojila prvu zlatnu medalju na Olimpijskim igrama za mladu estonsku naciju. Godine 1996. po treći je put sudjelovala na Olimpijskim igrama i bila šesta u sprintu.
Između 1981. i 1989. Salumäe je osvojila deset zlatnih medalja, tri srebrne medalje i tri brončane medalje na svjetskim prvenstvima. Na Ljetnoj univerzijadi 1983. osvojila je zlato, a 1985., 1987. i 1988. uspjela je osvojiti naslov sovjetskog prvaka. Erika Salumäe je tijekom svoje karijere postavila i 15 svjetskih rekorda. Bila je sportašica godine 1983., 1984., 1987., 1988., 1989., 1990., 1992., 1995. i 1996. u Estonskoj SSR i Estoniji.
Dobila je Orden Estonskog Crvenog križa 1. kategorije 2001. godine. Također je predsjednica Estonske školske sportske unije.
U studenom 2013. estonski mediji izvijestili su da su Erika Salumäe, koja sada živi u Déniji u Španjolskoj, svoje dvije zlatne medalje, bicikl i druge uspomene iz svoje sportske karijere prodala na aukciji u Londonu . Prihod od dražbe od oko 95.000 eura trebao joj je za operaciju leđa. Estonski olimpijski odbor želio bi otkupiti objekte za Estonski muzej sporta, ali nisu imali dovoljna sredstva. 

## Vanjske poveznice
- Erika Salumäe na Olympedia.org (engleski)
- Erika Salumäe im ESBL (Eesti Spordi Biograafiline Leksikon)
- Sportliche Erfolge und Foto (estonski)
- Erika Salumäe Arhivirana inačica izvorne stranice (Wayback Machine) (Velika olimpijska enciklopedija, ruski)
- Životopis Erika Salumäe na www.velorider.ru (ruski, sa slikama)
- Erika Salumäe na olympics.com